# Jubilejní háj

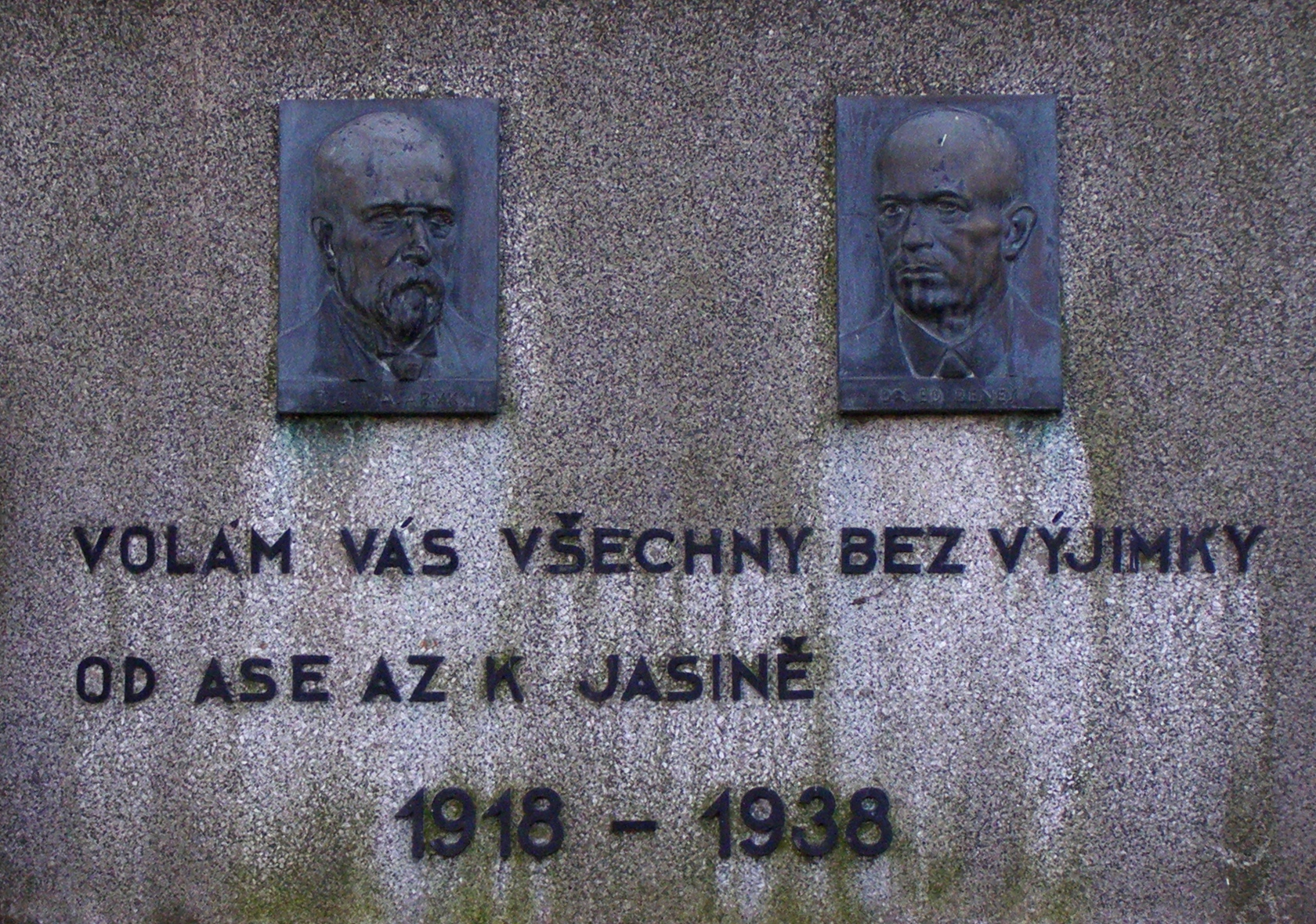
Památník jubilea republiky

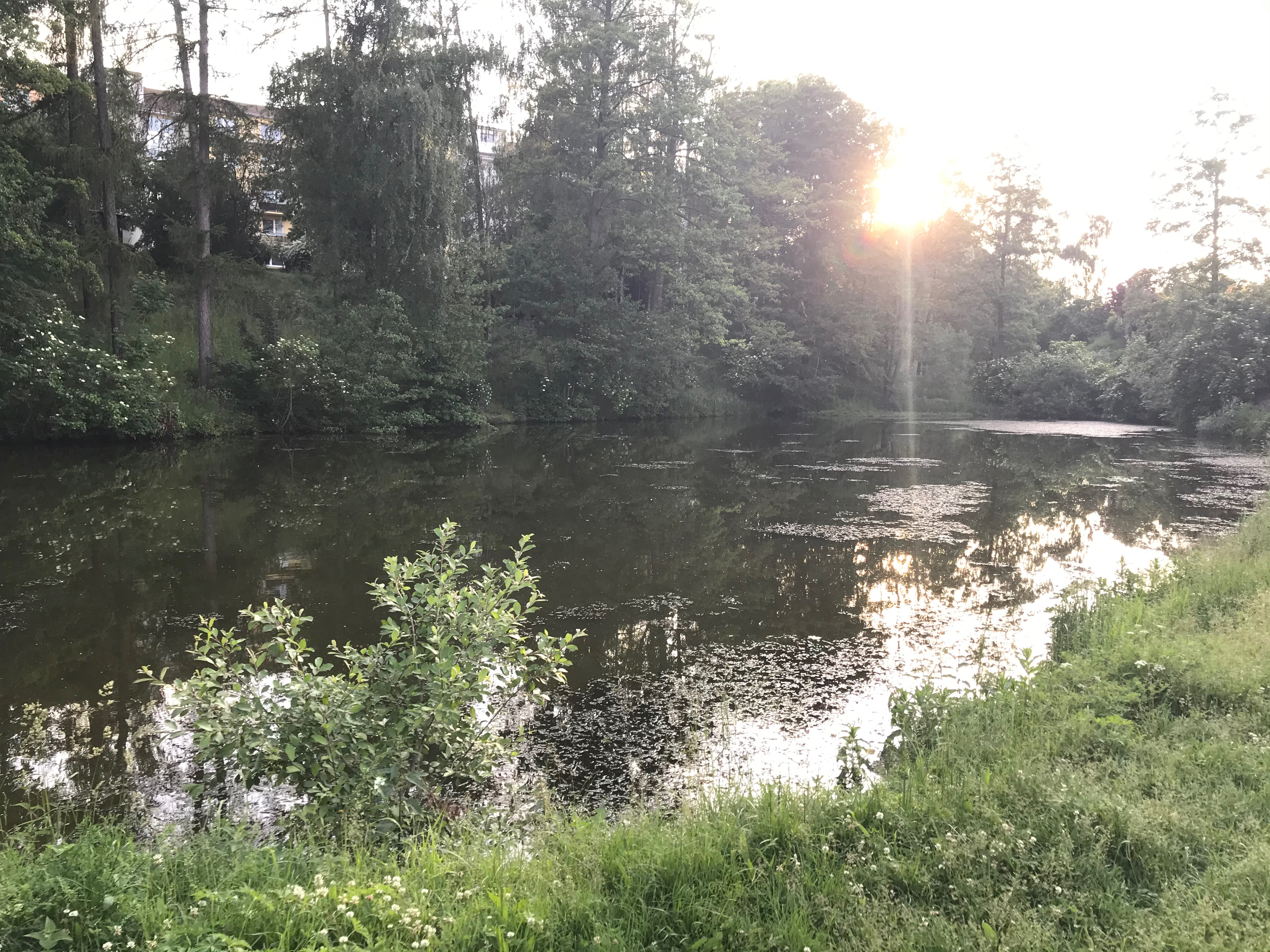
Hladový rybník

Jubilejní háj je lesní park v Týně v Třebíči. Zbudován byl v roce 1938 ke dvacátému výročí Československé republiky. Rozkládá se na svahu údolí Týnského potoka při Hladovém rybníce mezi ulicemi Koutkovou, Táborskou a Budíkovickou. Jeho funkční součástí jakožto místa oddychu je i dětské hřiště u obratiště MHD. Celková plocha jubilejního háje činí asi 1 ha, lesní porost měří na délku asi 270 m.

## Historie a popis
Jubilejní háj zbudovala týnská osvětová komise s přispěním tehdy ještě samostatné obce Týnské. Jako místo byla zvolena stráň nad Týnským potokem a rybníkem Hladovým při polní cestě. Slavnostního otevření 28. srpna 1938 byly přítomny asi dva tisíce osob. Během nacistické okupace Týňané památník uschovali, tehdejší starosta Týna Jaroslav Voda uschoval citáty z památníku ve své kůlně a Josef Černý zakopal reliéfní obrazy prezidentů na zahradě. Po válce byl obnoven v září 1948. Neudržován a pozapomenut přečkal památník dobu komunistické doby nesvobody. Obnova jubilejního háje byla dokončena v březnu 1990.
Na pamětní desce uprostřed jubilejního háje, mající připomínat dvacáté výročí osvobození vlasti od cizí nadvlády, jsou portréty prvních dvou prezidentů Československé republiky: T. G. Masaryka a Edvarda Beneše a pod nimi nápis
| „ | Volám vás všechny bez výjimky, od Aše až k Jasině. | “ |

Tento nápis je zkrácenou citací této části proslovu prezidenta Beneše nad rakví T. G. Masaryka:
| „              | Volám vás všechny bez výjimky, odleva doprava, od poslední vísky až k tomuto hlavnímu městu, od Aše až k Jasině, všechny bez rozdílu vás volám v duchu a v památce našeho prvního prezidenta k plnění jeho odkazu a k dobudování jeho díla, abychom vytvořili z tohoto svého místa v Evropě dokonalý, harmonický, sociálně, národnostně a politicky spravedlivý stát, jenž bude hoden toho, který nám právě odchází. | “ |
| — Edvard Beneš | |   |

Jubilejní háj pravidelně hostívá vzpomínková shromáždění k uctění památky T. G. Masaryka a výročí obnovení československého státu. Přístupný je pěšinou podél Týnského potoka od ulice Táborské i z ulice Budíkovické od Týnského rybníka. Sám památník je chodníkem napojen na komunikace Koutkovy ulice. V roce 2017 byl památník rekonstruován. Generální oprava památníku proběhla při příležitosti výročí 100 let od vzniku republiky. Památník byl posouzen a jeho stav byl shledán jako nevyhovující, byl nahrazen věrnou kopií.